# Битка при Барселона
Битката при Барселона е морско сражение между Испания и Франция по време на въстанието в Каталония и Френско-испанската война. Испански флот, командван от Хуан Антонио Идиакес приближава Барселона, окупирана от французите и бунтовниците. Въпреки лошото време, испанският адмирал Идиакес напада французите, но е победен и испанският флот се оттегля.
Според книгата „Victorias por mar de los Españoles“ от Agustín Ramón Rodríguez González, Biblioteca de Historia, Madrid 2006, победата е била за испанците.